# 隅田公園站
35°42′40.6″N 139°48′10.3″E / 35.711278°N 139.802861°E

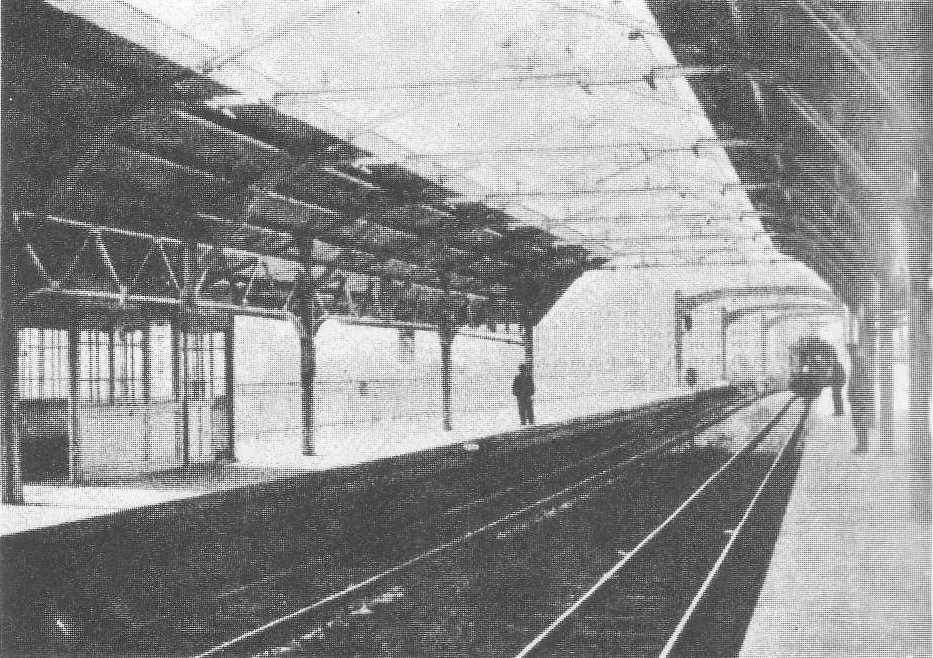
隅田公園站

隅田公園站 (Sumida-kōen Station) 是曾經存在於日本東京都本所区 (墨田区)、伊勢崎線的廢站，位於浅草～業平橋之間，1931年5月25日開業，1943年12月31日暫停，1958年10月22日廢止認可。